# Derio
Derio – gmina w Hiszpanii, w prowincji Biskaja, w Kraju Basków, o powierzchni 7,4 km². W 2011 roku gmina liczyła 5627 mieszkańców.